# Hipster
Pour les articles homonymes, voir Hipster (jazz) et Hipster (homonymie).
Hipster désigne une personne ou une sous-culture définie par le stéréotype de jeunes adultes résidant principalement dans des quartiers gentrifiés.

## Origine du terme
Le terme américain hipster semble apparaitre pour la première fois, avec son sens moderne, dans The Hipster Handbook publié en 2003 par des habitants du quartier Williamsburg de Brooklyn (New York, USA). Les années précédentes, vers 2000, le terme n'apparaissait pas encore dans les articles du New York Times ou du Time Out New York consacrés au quartier Williamsburg ; les membres de cette sous-culture étaient encore désignés comme des « bohèmes » (bohemians) ou « ceux d'East Village qui se donnent un genre artiste » (arty East Village types).
Le mot hipster désignait auparavant les adeptes d'une sous-culture américaine des années 1940-1950, sorte d'artistes bohèmes amateurs de musique jazz : les hipsters.

## Histoire

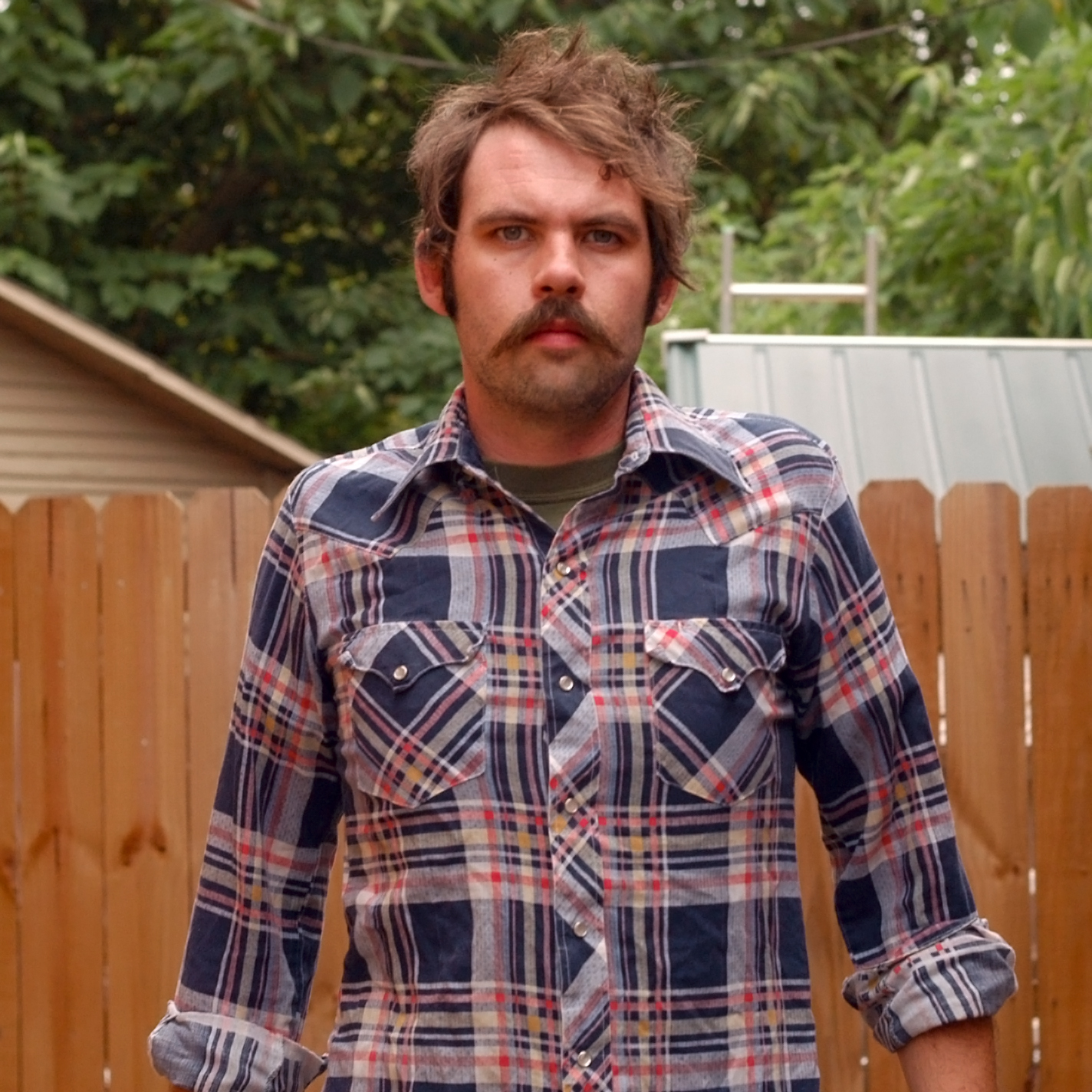
Autoportrait photographique illustrant le « concept hipster » : chemise à carreaux cintrée et à boutons pression, moustaches à la papa et coupe hirsute savamment contrôlée.

Au tout début des années 2000, certains journaux new-yorkais notent l'apparition d'une « nouvelle vague hipster », laquelle va déboucher sur une forme d'« hipstéromanie » dans les années 2010. Les premières zones géographiques concernées sont Brooklyn et l'East Village situées dans l’État de New York : on y trouve essentiellement des jeunes blancs âgés de 25-35 ans, que le New York Times identifie comme étant un mélange bourgeois et bohème.
En 2003, l'écrivain originaire de Virginie, Robert Lanham (en), commet un petit essai satirique intitulé The Hipster Handbook (« Le manuel hipster »), tant ce « nouveau » style de vie semble se répandre, caractérisé par « des coupes de cheveux façon Beatles, des sacs à main vintage, l'habitude de toujours parler à son téléphone mobile, de fumer des marques de cigarettes européennes, et de marcher avec des chaussures à semelle compensée, la biographie du Che dépassant ostensiblement de l'une de leurs nombreuses poches de veste. » Au-delà du regard un peu cynique et cruel, Lanham est l'un des premiers à détecter ce qui va désigner, dix ans plus tard, un véritable profil marketing ciblé.

### Portrait du hipster contemporain
En 2010, en France, un article du magazine Slate indique que : « Le terme [hipster] est en train de s’imposer dans le paysage hexagonal. » Et le décrit comme .
Le hipster français contemporain, fortement individualiste, tente de se démarquer du reste de la société par des habitus culturels (musiques, opinions, usages quotidiens, lieux de socialisation…), vestimentaires (marques de vêtement spécifiques, réemploi via le vintage…) et physiques (structures capillaires spécifiques comme le port de la barbe/moustache pour les hommes, l'abondance de tatouages, etc.). Le paradoxe étant qu'avec les années ils deviennent des prescripteurs de mode et qu'une partie des traits les caractérisant se répandent dans la société, dont ils cherchent ostensiblement voire vainement à se démarquer : s'agit-il au fond d'une simple mode, de passage, d'une nouvelle façon de vivre et de penser ? Ce point a servi de base à une étude mathématique sur la modélisation des phénomènes de mode,.

## Critiques du style hipster
En 2011, dans son essai HipsterMattic, l'auteur américain Matt Granfield (en) tente d'expliquer l'émergence du phénomène hipster au tout début du XXIe siècle :

« Tandis que la société des années 2000 était majoritairement soumise au diktat télévisuel, à la dance, et qu'au fond, tout le monde se demandait quelle pouvait bien être la marque des sous vêtements de Britney Spears, quelque chose était en train d'émerger, comme en marge. Des styles de vêtements, de bières, de cigarettes et de musiques, depuis longtemps oubliés, redevenaient populaires. Le rétro c'était cool, la cause environnementale aussi, et tout ce qui était « vieux » était vu comme « nouveau ». Les jeunes voulaient porter le cardigan de Sylvia Plath et les lunettes de Buddy Holly — ce qui, ironiquement, revenait à trouver cool un truc de nerd. Ils désiraient soudain vivre pleinement, s'alimenter à partir de produits bio, de graines et de pain sans gluten. Surtout, ils voulaient être reconnus comme étant différents — qu'on n'aille pas les confondre avec la masse, eux qui cherchaient à se forger une petite niche culturelle singulière. Pour cette nouvelle génération, le style, l'attitude, n'étaient pas quelque chose que vous pouviez acheter dans une grande surface, mais plutôt chez un vendeur de fripes, ou dans l'absolu, que vous aviez confectionné vous-même. Paraître cool n'avait rien à voir avec le fait de ressembler à une vedette de télévision : bien au contraire, il s'agissait d'être ce que l'on ne voyait jamais à la télévision. »

Dans un article intitulé « The Death of the Hipsters » paru en 2009 dans Pop Matters, Rob Horning, à travers une critique de l'« hipstérisme », émet l'hypothèse que ce mouvement pourrait s'inscrire dans une logique postmoderniste, en tant qu'il emprunte à l'ironie et au pastiche, et ce, dans un but à prétention esthétique, ou qu'il serait « à l'heure des sociétés post-capitalistes hyper-médiatisées, une sorte de lien culturel intermédiaire, agrégeant à lui quantités de codes, de signes sociaux alternatifs développés originellement par des groupes marginaux et radicaux, un peu comme, quand, [dans les années 1940-1950] les White Negros, décrits par Norman Mailer, assimilèrent le courant hipster forgé, au départ, par la communauté des musiciens noirs. »

### Capital culturel et cooptation
Le hipster serait devenu en moins de dix ans un stéréotype parfaitement identifié et ciblé et non une culture alternative irrécupérable : selon les analystes Zeynep Arsel et Craig Thompson, qui étayent leurs constats en empruntant aux travaux du sociologue français Pierre Bourdieu dans La Distinction (1979), notamment au concept de capital culturel, et à la notion de « co-optation » développée par Thomas Frank, le phénomène hipster agacerait profondément la scène culturelle indépendante (musiciens, plasticiens, designers, écrivains, etc.) qui refuserait désormais d'être labellisée ou réduite à l'étiquette « hipster », qu'elle considère comme étant devenue une mode, un phénomène de mercatique.